# Halo Waypoint
Halo Waypoint è il portale online ufficiale della saga di Halo. 
Originariamente era un'applicazione per Xbox 360 e dispositivi Windows Phone, iOS e Android, gestita e sviluppata da Certain Affinity e 343 Industries. La app era scaricabile gratuitamente da Xbox Live e veniva memorizzata nell'HDD come un normale videogioco. Una volta avviata eseguiva un controllo sui salvataggi della saga di Halo presenti nell'HDD, permettendo di sbloccare oggetti e contenuti per il proprio avatar. 
Con l'uscita di Xbox One è stata sostituita da un'altra applicazione chiamata Halo Channel, che aveva sostanzialmente feature simili. Nella generazione successiva, ovvero quella di Xbox Series X e Series S, e in previsione dell'imminente uscita di Halo Infinite, torna Halo Waypoint, questa volta esclusivamente per dispositivi mobile Windows Phone, iOS e Android.
Sia la app che il portale permettono di scoprire nuovi contenuti riguardanti la saga di Halo, come Halo: Combat Evolved Anniversary e Halo 4, fornendo notizie di carattere generale, aggiornamenti, statistiche e tutto quel che concerne la lore di Halo.